# Дом почётных гостей
Дом почётных гостей — архитектурный памятник, расположенный в городе Верхотурье, Свердловской области. Относится к Верхотурскому Николаевскому монастырю.
Решением № 535 Исполнительного комитета Свердловского областного Совета народных депутатов от 31 декабря 1987 года присвоен статус памятника архитектуры регионального значения.

## Архитектура
Является образцом монастырского бытового здания начала XX века. Выдержан стиль русского народного зодчества XVII века. С архитектурной точки зрения здание выделяется высоким уровнем исполнения плотницких и столярных работ.
Здание находится в центральной исторической части города на берегу городского пруда. Первоначально было окружено посадками кедра (утрачены) и лиственниц. Прямой вытянутый участок под уклоном ведёт к баням у Карпова пруда. Строительные работы велись с 1913 по 1914 год.
Объёмную композицию образуют два крупных сруба, дополненных переходом и поставленных на кирпичные побелённые палаты. Составной объём здания усложнен крытым гульбищем, размещённым на деревянном срубе, и прямоугольными выступами помещений на южном и западном фасадах. Дом венчается разновысокими скатными кровлями, составленными из гонта. Входы в помещения верхнего срубного объёма оформляют три крыльца. Западное имеет два перпендикулярных марша, объединённых лестничной площадкой. В декоративном убранстве срубных частей примечательны резные столбы, наличники окон с накладным растительным декором, причелены, полотенца, гонт с фигурной прорезкой, коньки кровель.
Планы нижнего хозяйственного и верхнего гостиничного этажей отличаются многочастной асимметричной компоновкой. Срубные хоромы помещений спланированы по коридорной схеме. В интерьере интересен сохранившийся кафельный глухой камин с лепным картушем на полуглавом фронтоне.